# Parque nacional de Gangotri
El parque nacional de Gangotri es un parque nacional ubicado en el distrito de Uttarkashi, estado de Uttarakhand en la India. El tamaño de este parque nacional es de aproximadamente 2.390 kilómetros cuadrados. El parque proporciona una belleza majestuosa de bosques de coníferas combinado con verdes prados lozanos.

## Flora
Los bosques del parque son del tipo húmedo templado, propios del Himalaya. La vegetación consiste en deodar, abeto, picea, roble y rododendros.

## Fauna
Hasta ahora son 15 especies de mamíferos y 150 especies de aves que han sido documentadas en el parque (Paramanand et al. 2000). Esto incluye un poco de especies raras como la onza o leopardo de las nieves, el oso negro, el oso pardo, el ciervo de almizcle (Moschus chrysogaster), la cabra azul o bharal, el tahr Del Himalaya, el lofóforo o faisán real del Himalaya, la Koklass (especie de faisán del género Pucrasia). 
Este parque es la casa del leopardo de las nieves, la cabra montés, el thar, faisanes, perdices, palomas, periquitos, ruiseñores, etc.

## Turismo
Entre los meses de abril a octubre, el turismo en el parque nacional está en su máximo apogeo. La estación más cercana de ferrocarril está a 210 kilómetros, mientras que el aeropuerto más cercano está a 220 kilómetros del parque nacional. Harsil es la ciudad más cercana (30 kilómetros).

## Galería de imágenes

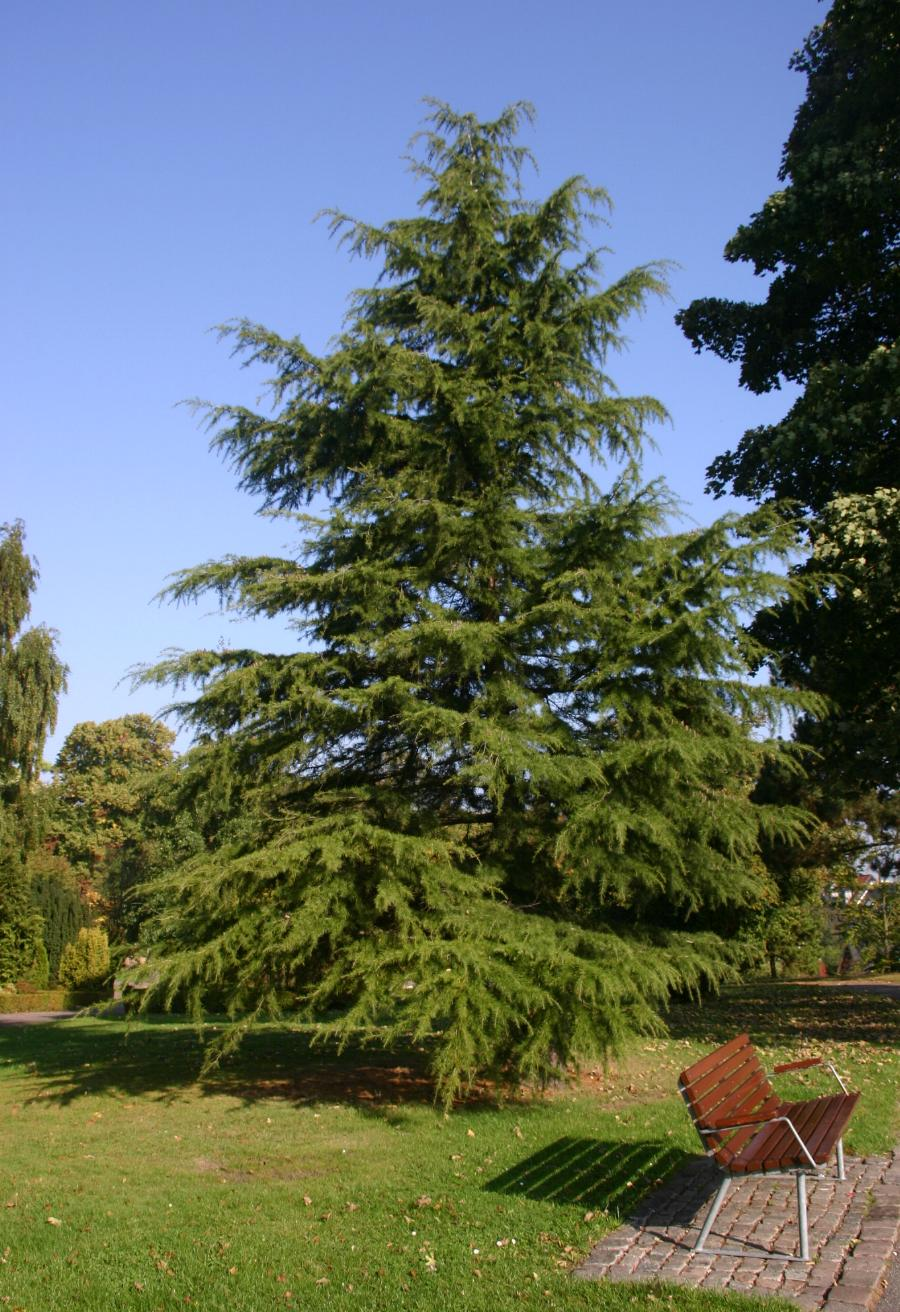
deodar
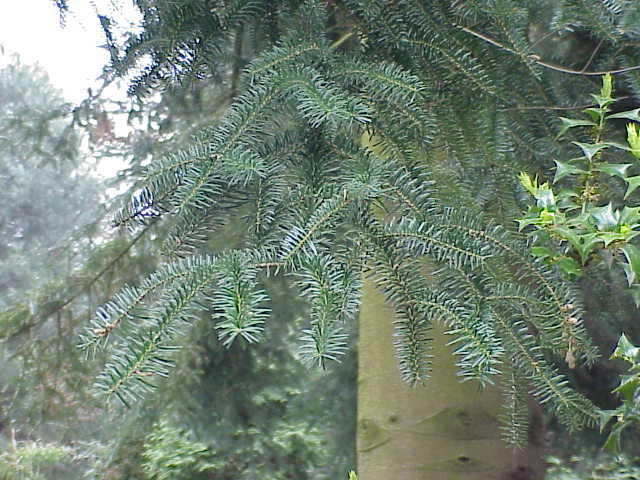
abeto
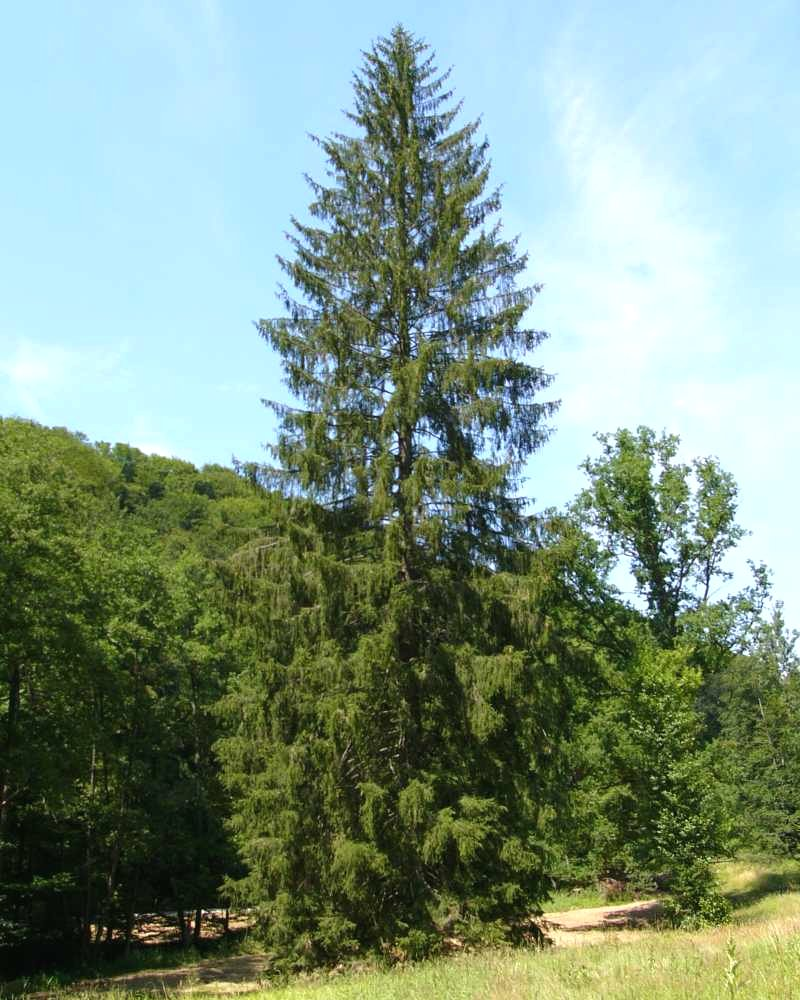
picea
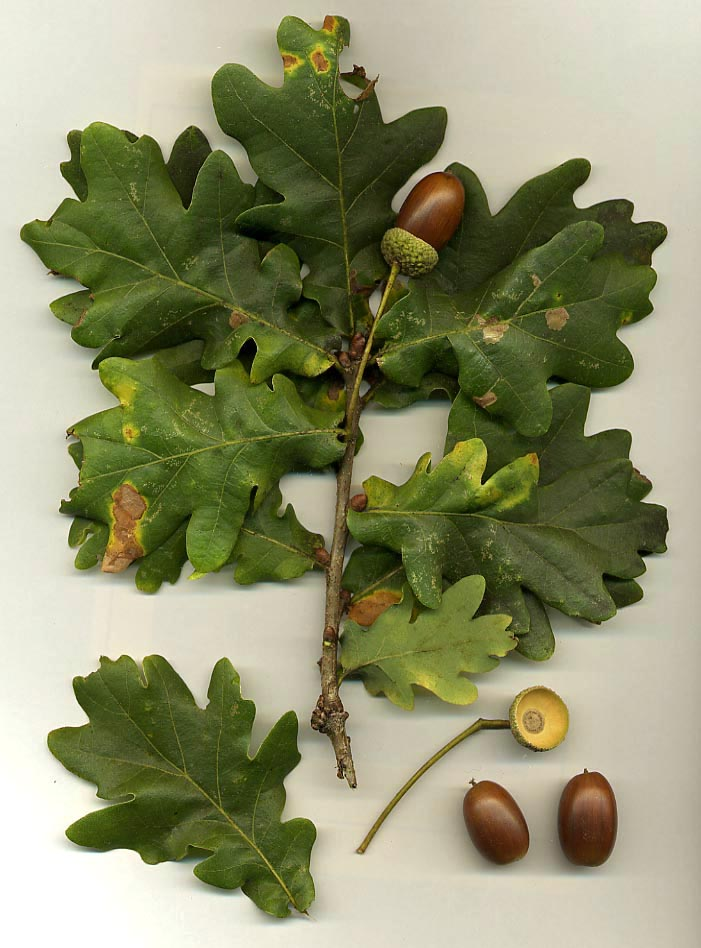
roble
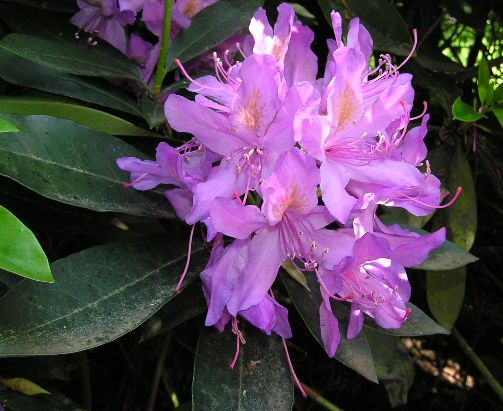
rododendros
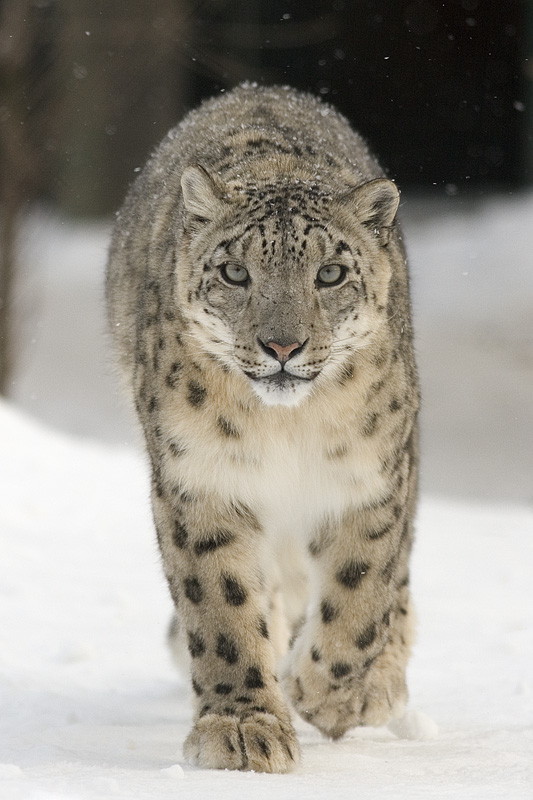
onza o leopardo de las nieves
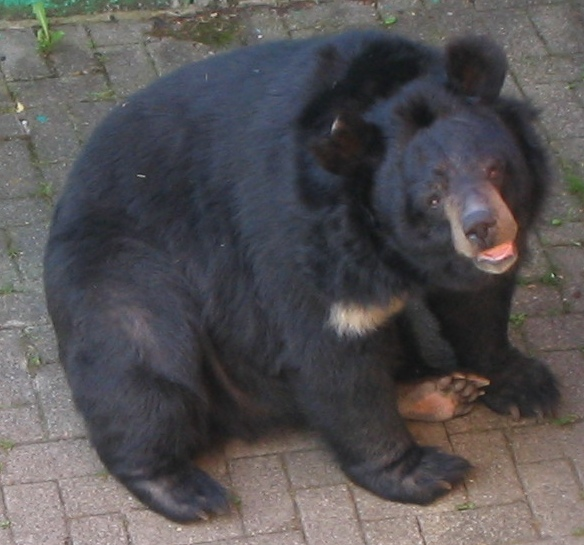
oso negro
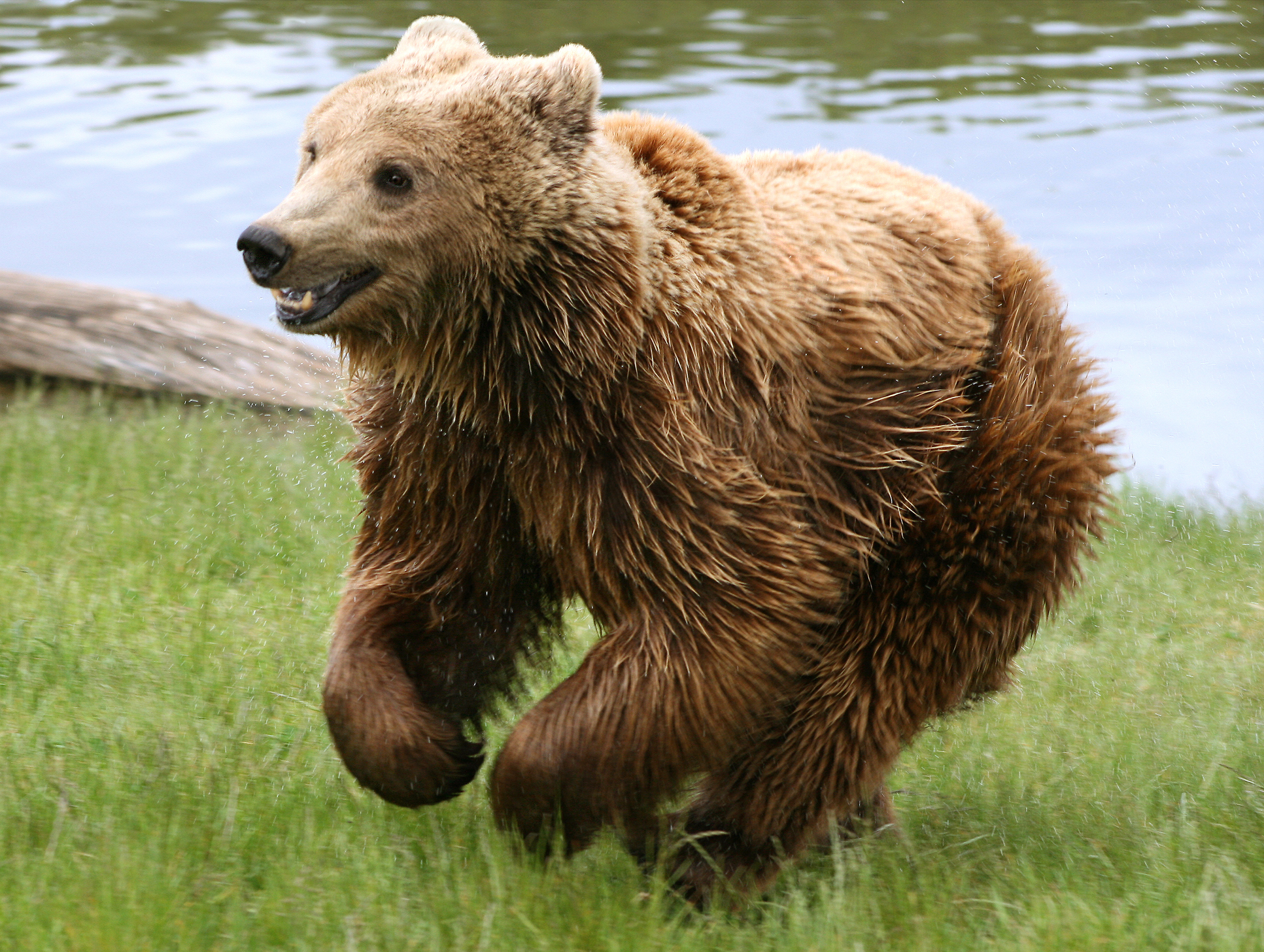
oso pardo
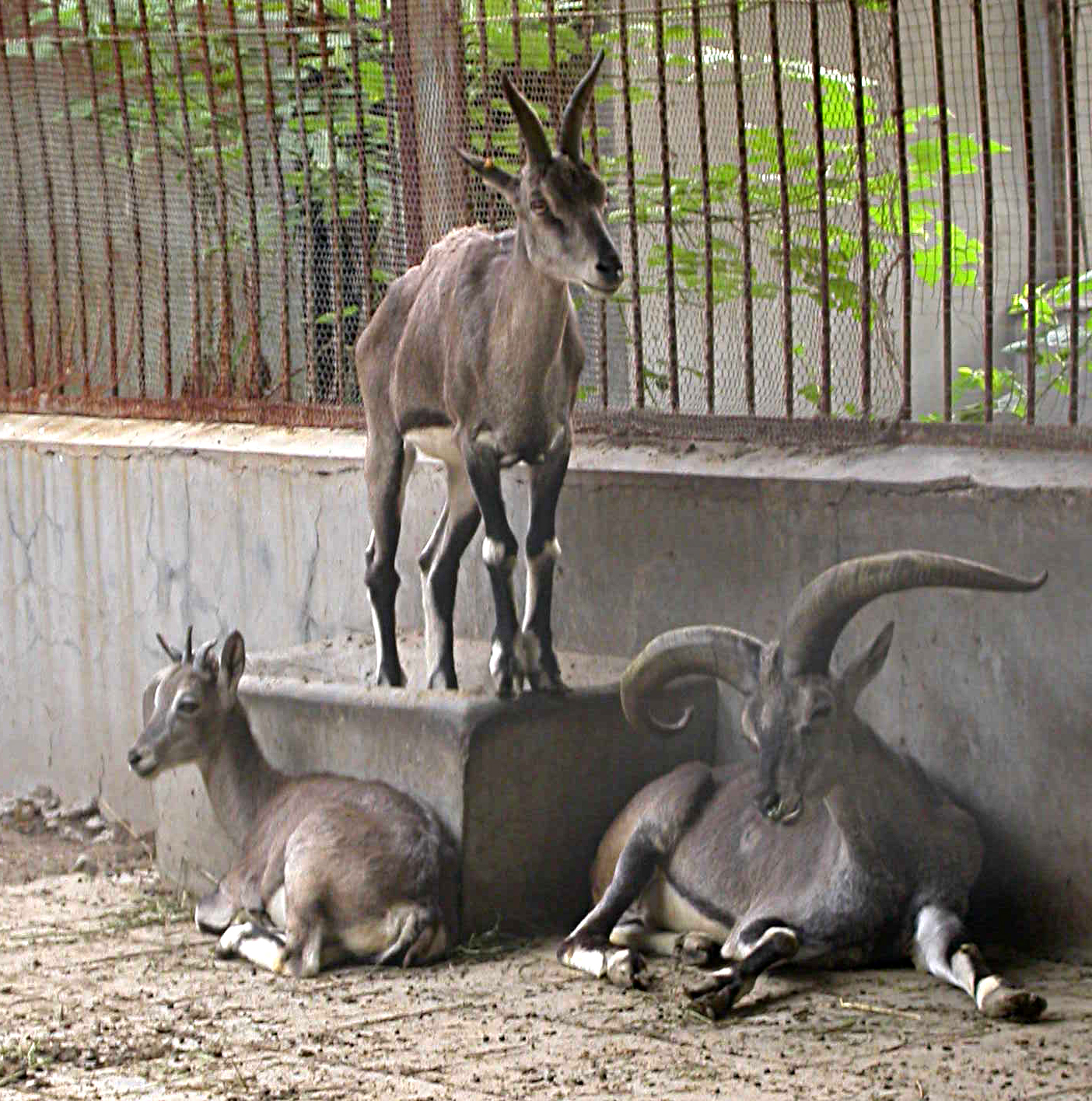
cabra azul o bharal
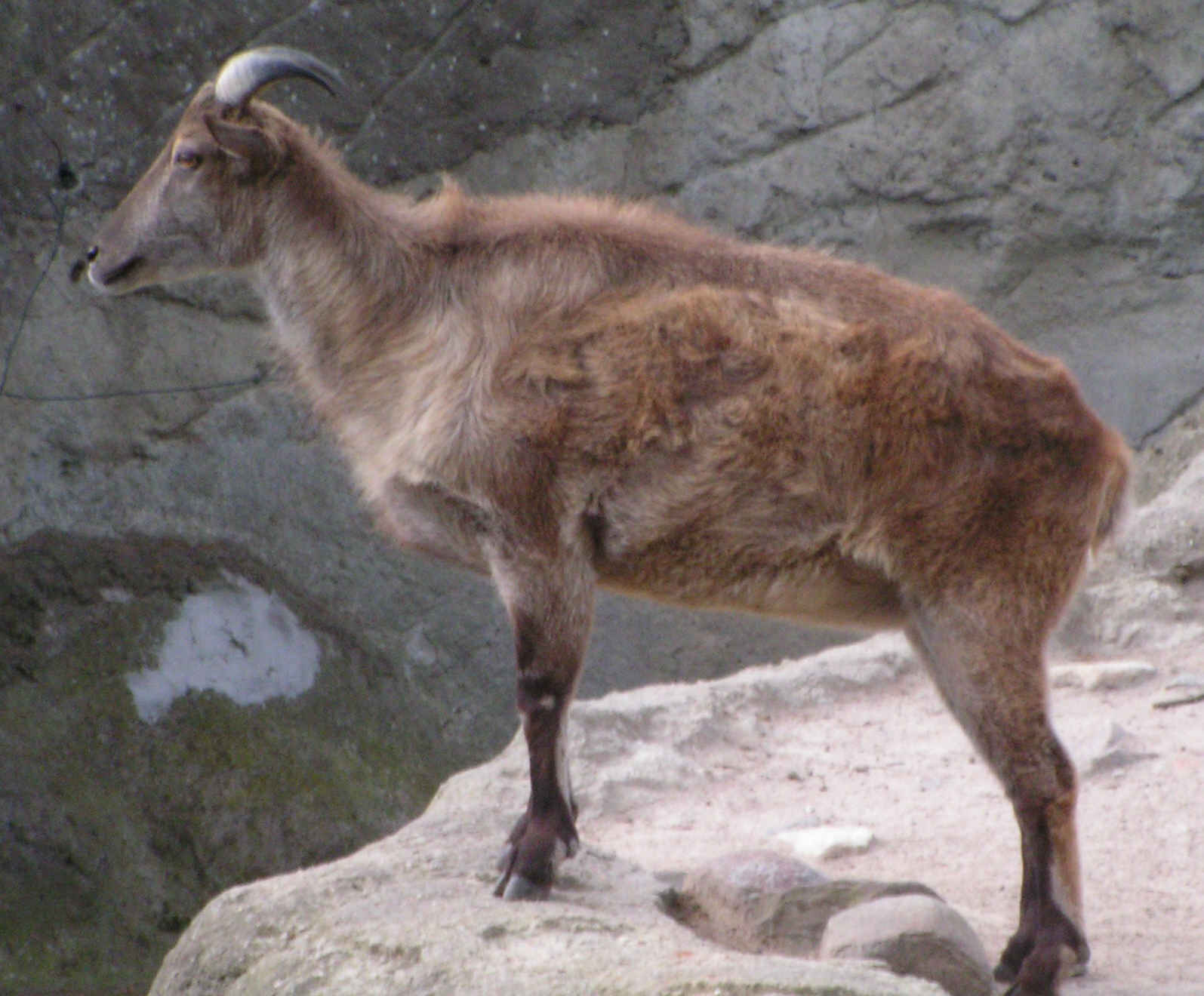
tahr Del Himalaya
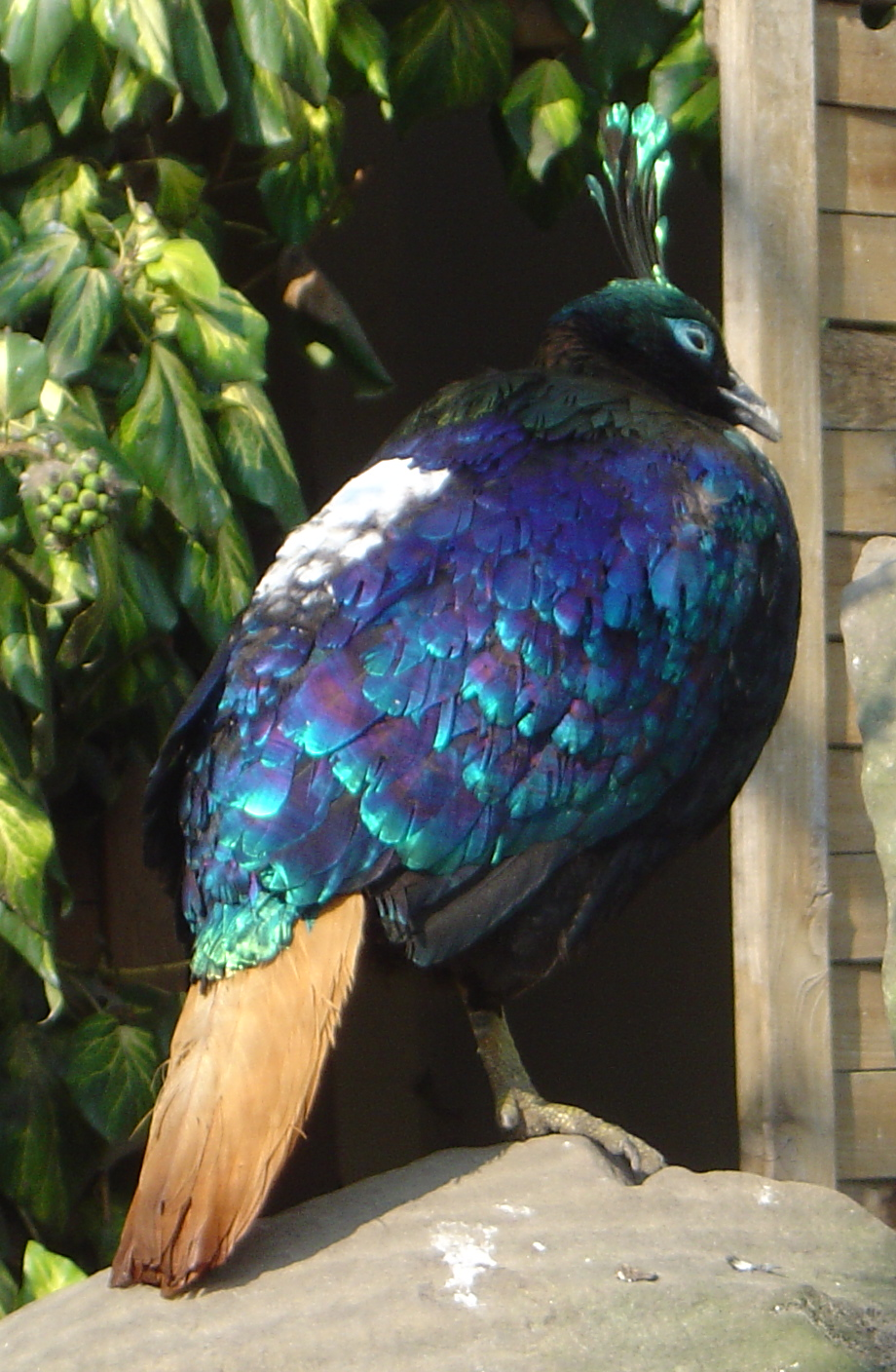
lofóforo o faisán real del Himalaya
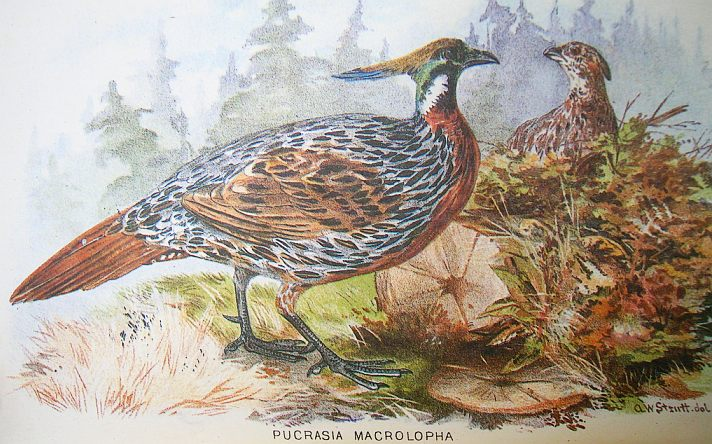
Koklass